# Isabel Quintanilla
Isabel Quintanilla (Madrid, 1938 - Brunete, Madrid, 24 d'octubre de 2017) va ser una artista visual espanyola pertanyent al nou realisme espanyol, tot i que ella preferia ser qualificada com a figurativa. Formava part del grup conegut com els realistes madrilenys, juntament amb Antonio López, María Moreno, Amalia Avia, Lucio Muñoz, i els germans Julio i Francisco López Hernández, amb qui es casaria.
El 1953 va ingressar en la Reial Acadèmia de Belles Arts de San Fernando de Madrid, estudis que va finalitzar sis anys més tard. Durant les dècades del 1950 i 1960 va viure a la zona de casetes baixes al costat de la plaça Castilla de Madrid.

## Obra

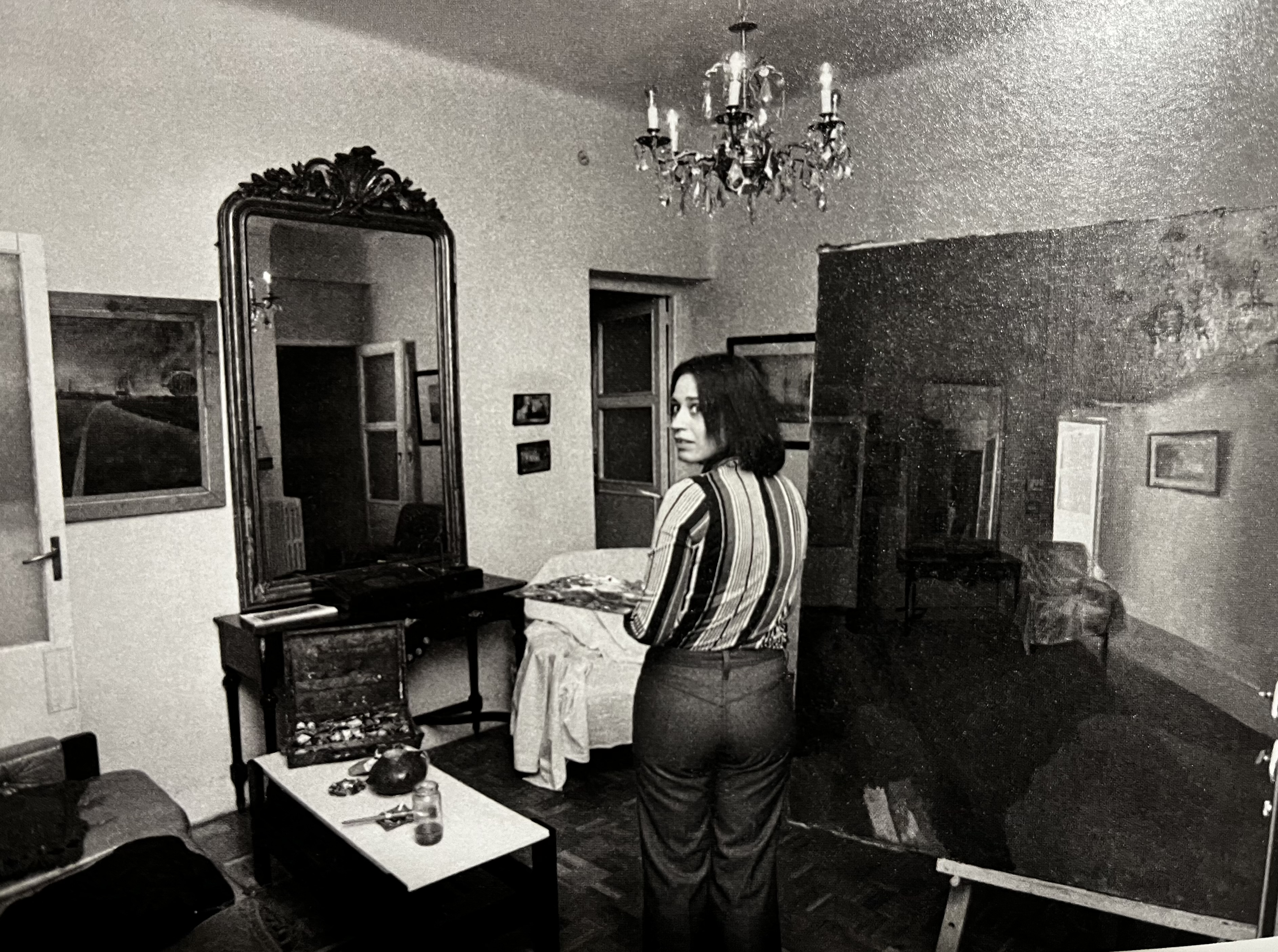
Isabel Quintanilla pintant a la seva casa del carrer Menorca de Madrid

La majoria de les seves pintures són bodegons, que descriuen vistes i objectes senzills de la vida quotidiana, tot i que també va realitzar diversos paisatges a l'oli. La seva obra va estar centrada en la natura més quotidiana. D'estil preciosista i ritme lent, la seva producció pictòrica es reduïa a tres o quatre quadres per any. Va vendre quasi tota la seva obra a Alemanya, on les seves pintures van gaudir de gran acceptació i ella va comptar amb col·leccionistes molt fidels.
A principis de 2016 va exposar al Museu Thyssen-Bornemisza, en una mostra anomenada Realistas de Madrid que posava en perspectiva l'obra d'aquests artistes: Antonio López, María Moreno, Amalia Avia, Lucio Muñoz, els germans Julio i Francisco López Hernández i Esperanza Parada. Aquesta exposició va suposar un solemne i emotiu final a una llarga trajectòria artística, que no sempre havia estat ben rebuda per part de la crítica i el propi món de l'art.
La seva obra forma part de les col·leccions internacionals: el Baltimore Museum of Art (Maryland, EUA), la Nationalgalerie de Berlín (Alemanya), el Städtischen Kunstsammlung de Darmstadt (Alemanya), l'Hamburger Kunsthalle d'Hamburg (Alemanya), el Museum Athenaeum de Hèlsinki (Finlàndia), la Bayerische Staatsgemäldesammlungen de Múnic (Alemanya), el Neues Museum Nürnberg de Nuremberg (Alemanya), la Staatsgalerie Stuttgart (Alemanya), o el Hirshhorn Museum and Sculpture Garden i la Smithsonian Institution, ambdós de Washington DC (EUA), entre d'altres.